# 2141 Simferopol
2141 Simferopol (1970 QC1) là một tiểu hành tinh vành đai chính được phát hiện ngày 30 tháng 8 năm 1970 bởi T. Smirnova ở Nauchnyj.